# Elena Kostenko
Pour les articles homonymes, voir Kostenko.
 (octobre 2019).
Si vous disposez d'ouvrages ou d'articles de référence ou si vous connaissez des sites web de qualité traitant du thème abordé ici, merci de compléter l'article en donnant les références utiles à sa vérifiabilité et en les liant à la section « Notes et références ».
 (novembre 2024).
La mise en forme du texte ne suit pas les recommandations de Wikipédia : il faut le « wikifier ».
Les points d'amélioration suivants sont les cas les plus fréquents :
- Les titres sont pré-formatés par le logiciel. Ils ne sont ni en capitales, ni en gras.
- Le texte ne doit pas être écrit en capitales (les noms de famille non plus), ni en gras, ni en italique, ni en « petit »…
- Le gras n'est utilisé que pour surligner le titre de l'article dans l'introduction, une seule fois.
- L'italique est rarement utilisé : mots en langue étrangère, titres d'œuvres, noms de bateaux, etc.
- Les citations ne sont pas en italique mais en corps de texte normal. Elles sont entourées par des guillemets français : « et ».
- Les listes à puces sont à éviter, des paragraphes rédigés étant largement préférés. Les tableaux sont à réserver à la présentation de données structurées (résultats, etc.).
- Les appels de note de bas de page (petits chiffres en exposant, introduits par l'outil «  Source ») sont à placer entre la fin de phrase et le point final[comme ça].
- Les liens internes (vers d'autres articles de Wikipédia) sont à choisir avec parcimonie. Créez des liens vers des articles approfondissant le sujet. Les termes génériques sans rapport avec le sujet sont à éviter, ainsi que les répétitions de liens vers un même terme.
- Les liens externes sont à placer uniquement dans une section « Liens externes », à la fin de l'article. Ces liens sont à choisir avec parcimonie suivant les règles définies. Si un lien sert de source à l'article, son insertion dans le texte est à faire par les notes de bas de page.
- La présentation des références doit suivre les conventions bibliographiques. Il est recommandé d'utiliser les modèles {{Ouvrage}}, {{Chapitre}}, {{Article}}, {{Lien web}} et/ou {{Bibliographie}}. Le mode d'édition visuel peut mettre en forme automatiquement les références.
- Insérer une infobox (cadre d'informations à droite) n'est pas obligatoire pour parachever la mise en page.

Pour une aide détaillée, merci de consulter Aide:Wikification.
Si vous pensez que ces points ont été résolus, vous pouvez retirer ce bandeau et améliorer la mise en forme d'un autre article.
Elena Mikhaïlovna Kostenko (en russe : Елена Михайловна Костенко), née à Léningrad le 9 août 1926 et morte à Saint-Pétersbourg le 26 septembre 2019, est une artiste peintre russe.

## Biographie
Elena Kostenko est née à Leningrad le 9 août 1926 dans la famille d'un célèbre scientifique, M. P. Kostenko, académicien de l'Académie des sciences de l'URSS et l'un des principaux organisateurs de la science soviétique.

### École secondaire d'art de Leningrad
En 1938, Elena Kostenko entre à l'école secondaire d'art de Leningrad de l'Académie panrusse des arts, où elle étudie par intermittence jusqu'en 1946. Ses professeurs étaient K. M. Lepilov, M. D. Bernstein, V. A. Gorb. Au cours de ces années, de nombreux futurs artistes et sculpteurs célèbres de Leningrad ont étudié avec elle à l'École d'art : Alexey Eremin, Vyacheslav Zagonek, Anatoly Levitin, Nina Veselova, Nikolai Kochukov, Mikhail Anikushin, Evgenia Antipova, Dmitry Buchkin, Yuri Tulin, Victor Teterin, Vladimir. Chekalov, Maya Kopytseva, Iya Venkova, Abram Grushko, Oleg Lomakin et d'autres.
L'atmosphère créative qui régnait dans l'école durant ces années correspondait aux aspirations de ses élèves. Inculquant le goût et l'amour pour l'art véritable, les enseignants ont amené les élèves à recevoir des impulsions créatives de la vie elle-même. Cela démontrait l'orientation réaliste de la jeune école de Léningrad.

### Obtention de son diplôme
À l'automne 1941, Elena et ses parents furent évacués de Léningrad et assiégée vers Tachkent. En 1944, il retourne à Leningrad et reprend les cours à l'École secondaire des beaux-arts. En 1946, après avoir obtenu son diplôme de l'école secondaire d'art, Elena Kostenko entre en première année du département de peinture de l'Institut de peinture, de sculpture et d'architecture de Leningrad, du nom de I. E. Repin. Il étudie avec des artistes et professeurs célèbres Semyon Abugov, Yuri Neprintsev, Mikhail Platunov, Andrey Mylnikov.

### Obtention d'un deuxième diplôme à l'Institut de peinture, de sculpture et d'architecture de Léningrad
En 1952, Elena Kostenko est diplômée de l'Institut de peinture, de sculpture et d'architecture de Léningrad, du nom de I. E. Repin, dans l'atelier de Viktor Oreshnikov. Son travail de diplôme était le tableau « Future Builders. Jardin d'enfants". Dans la même remise des diplômes, ses camarades ont obtenu leur diplôme de l'institut : Sergey Babkov, Leonid Baykov, Irina Baldina, Dmitry Belyaev, Abram Grushko, Marina Kozlovskaya, Boris Korneev, Anna Kostina, Boris Lavrenko, Oleg Lomakin, Ivan Penteshin, Igor Razdrogin, Yuri Skorikov, Piotr Fomin, Vladimir Chekalov et d'autres futurs artistes célèbres. Elena Kostenko entretiendra avec eux une communication créative étroite et une amitié pendant de nombreuses années.

### Premières expositions
Depuis 1952, Elena Kostenko commence à participer à des expositions, exposant ses œuvres aux côtés des œuvres des plus grands maîtres des beaux-arts de Leningrad. Sa première exposition était une exposition de peintures de diplôme réalisées par des diplômés de l'Institut de peinture, de sculpture et d'architecture de Léningrad du nom de I. E. Repin en 1952. Au printemps de l'année prochaine, elle participe à l'«Exposition de printemps des œuvres des artistes de Léningrad de 1953» avec sa première œuvre de création indépendante - «Portrait du sculpteur A. V. Kryzhanovskaya». L'œuvre a été notée, sa reproduction a été placée dans le catalogue de l'exposition.

### Elena trouve son nouveau genre artistique
À partir de ce moment-là, le portrait devient le genre phare d'Elena Kostenko. Au fil des années, elle sera fascinée par la nature morte, le paysage, et le travail sur la composition de genre. Et pourtant, ses portraits de ses contemporains - scientifiques et artistes, ainsi que ses images d'enfants recevront la plus grande renommée et reconnaissance. Parmi les nombreuses œuvres créées par l'artiste dans le genre du portrait dans les années 1950-1970, on peut citer « Portrait de l'artiste du Théâtre Lensovet de Leningrad G. Korotkevich » (1956) , « Portrait de A. Shennikov, correspondant membre de l'Académie des sciences de l'URSS » (1960) , « Portrait du membre correspondant de l'Académie des sciences de l'URSS P. Baranov » (1961) , « Portrait de l'académicien M.P. Kostenko » (1963) , « Portrait d'un père »  ( 1972), « Portrait de l'artiste M. Platunov » (1972) , « Portrait de l'académicien V. Sochava » (1976).
Au cours de ces mêmes années, Elena Kostenko a beaucoup travaillé sur les images d'enfants et de jeunes, poursuivant avec intérêt le thème commencé dans son film de diplôme. Parmi les œuvres qu'elle a créées figurent « Portrait d'un élève de 9e Ira Zykova » (1953) , « Après le bain » (1964) , « Portrait de Lena Molteninova » (1975) , « Katenka » et « Misha » (tous deux en 1960) , « Friends » (1974) , « Morning » (1967)  et bien d'autres œuvres.
Elena Kostenko choisissait souvent ses proches, notamment ses fils Vladimir et Mikhail, comme modèles de compositions et d'études de vie. Cela a permis à l'auteur de transmettre dans ses œuvres un « frisson de la vie » particulier, d'atteindre un contact complet entre le portraitiste et le modèle et cette certitude de l'idée d'une personne qui, de l'avis de l'artiste, est la plus importante. chose dans l'art du portrait. Parmi eux figurent les œuvres « Offensé » (1963) , « Winter Morning » (1964), « Portrait of a Son » (1979), « Students » (1977) , qui sont à juste titre attribuées à l'auteur. Des succès incontestables.
Elena Mikhailovna Kostenko est membre de l'Union des artistes de Saint-Pétersbourg (jusqu'en 1992 - l'organisation de Léningrad de l'Union des artistes de la RSFSR) depuis 1953.
Des expositions personnelles d'œuvres d'Elena Mikhailovna Kostenko ont eu lieu à Belgorod (1981, avec M. Kozlovskaya ) et à Leningrad (1986). En 1989-1992, les œuvres d'E. M. Kostenko ont été présentées avec succès lors d'expositions et de ventes aux enchères de peinture russe à l'Ecole de Leningrad en France , ainsi qu'en Belgique, en Italie, en Angleterre et aux États-Unis, où son travail a été reçu renommée et acquis ses connaisseurs.

### collections privées et musées du monde entier
Les œuvres d'Elena Mikhailovna Kostenko se trouvent dans des musées et des collections privées en Russie, en France, au Japon, aux États-Unis, en Italie, en Grande-Bretagne et dans d'autres pays.